# Vensterwaterroofkever
De vensterwaterroofkever (Ilybius fenestratus) is een keversoort uit de familie waterroofkevers (Dytiscidae). De wetenschappelijke naam van de soort is voor het eerst geldig gepubliceerd in 1781 door Fabricius.